# Oblast de Jytomyr
L’oblast de Jytomyr (en ukrainien : Житомирська область, Jytomyrs’ka oblast’) est une subdivision administrative du nord de l'Ukraine. Sa capitale est la ville de Jytomyr. Elle compte 1,2 million d'habitants en 2021.

## Géographie
L'oblast de Jytomyr couvre une superficie de 29 832 km2, ce qui en fait la cinquième plus vaste oblast d'Ukraine. Elle est limitée au nord par la Biélorussie, avec laquelle elle a une frontière longue de 280 km, à l'est par l'oblast de Kiev, au sud par l'oblast de Vinnytsia et à l'ouest par les oblasts de Khmelnytskyï et de Rivne.

## Histoire
Elle faisait autrefois partie de la province de Volhynie.
Une partie de l'oblast de Jytomyr est contaminée par les radiations de la catastrophe nucléaire de Tchernobyl.

## Administration politique

### Gouverneurs
- Anton Malynovskyi (Représentant du président) (1992 - 1994)
- Anton Malynovskyi (1995 - 1998)
- Volodymyr Lushkin (1998 - 2001)
- Mykola Rudchenko (2001 - 2004)
- Serhiy Ryzhuk (11 janvier 2004 - 3 février 2005)
- Pavlo Zhebrivskyi (2005)
- Iryna Synyavska (2005 - 2006)
- Volodymyr Zahryvyi (Intérim) (2006)
- Yuriy Andriychuk (2006)
- Volodymyr Zahryvyi (Intérim) (2006)
- Yurii Pavlenko (26 décembre 2006 - 17 octobre 2007)
- Yuriy Zabela (2007 - 2010)
- Serhiy Ryzhuk (18 mars 2010 - 2 mars 2014)
- Sydir Kizin (2014)
- Serhiy Mashkovskyi (2014 - 2016)
- Ihor Hundych (2016 - 2019)
- Yaroslav Lahuta (Intérim) (24 juin 2019 - 8 août 2019)
- Vitaliy Bunechko (8 août 2019 - aujourd'hui)

## Population
Recensements (*) ou estimations de la population :
| 1959*     | 1970*     | 1979*     | 1989*     | 2001*     |
| --------- | --------- | --------- | --------- | --------- |
| 1 603 604 | 1 626 608 | 1 596 926 | 1 545 433 | 1 330 049 |

| 2011      | 2012      | 2013      | 2014      | 2015      |
| --------- | --------- | --------- | --------- | --------- |
| 1 279 008 | 1 273 199 | 1 268 903 | 1 262 512 | 1 255 966 |

| 2021      | - | - | - | - |
| --------- | - | - | - | - |
| 1 195 495 | - | - | - | - |

| Année | Population | Naissances annuelles | Décès annuels | Solde naturel annuel | Taux de natalité (‰) | Taux de mortalité (‰) | Solde naturel (‰) | Indice de fécondité |
| ----- | ---------- | -------------------- | ------------- | -------------------- | -------------------- | --------------------- | ----------------- | ------------------- |
| 1990  | 1 537 500  | 19 634               | 20 067        | -433                 | 12,9                 | 13,2                  | -0,3              | 2,06                |
| 1991  | 1 510 700  | 19 477               | 21 040        | -1 563               | 12,9                 | 13,9                  | -1,0              | 2,08                |
| 1992  | 1 503 700  | 19 238               | 21 801        | -2 563               | 12,8                 | 14,5                  | -1,7              | 2,04                |
| 1993  | 1 510 800  | 18 690               | 22 876        | -4 186               | 12,4                 | 15,2                  | -2,8              | 1,94                |
| 1994  | 1 505 900  | 17 695               | 23 713        | -6 018               | 11,8                 | 15,8                  | -4,0              | 1,83                |
| 1995  | 1 493 100  | 16 344               | 23 559        | -7 215               | 11,0                 | 15,9                  | -4,9              | 1,69                |
| 1996  | 1 478 500  | 15 925               | 23 870        | -7 945               | 10,8                 | 16,2                  | -5,4              | 1,65                |
| 1997  | 1 462 700  | 14 866               | 23 427        | -8 561               | 10,2                 | 16,1                  | -5,9              | 1,55                |
| 1998  | 1 449 400  | 14 118               | 22 604        | -8 486               | 9,8                  | 15,7                  | -5,9              | 1,48                |
| 1999  | 1 436 000  | 12 669               | 23 142        | -10 473              | 8,9                  | 16,2                  | -7,3              | 1,33                |
| 2000  | 1 422 300  | 12 589               | 23 142        | -10 553              | 8,9                  | 16,4                  | -7,5              | 1,32                |
| 2001  | 1 406 200  | 11 733               | 23 615        | -11 882              | 8,4                  | 16,9                  | -8,5              | 1,24                |
| 2002  | 1 389 466  | 12 292               | 23 765        | -11 383              | 8,9                  | 17,1                  | -8,2              | 1,26                |
| 2003  | 1 373 897  | 12 607               | 24 159        | -11 552              | 9,2                  | 17,7                  | -8,5              | 1,33                |
| 2004  | 1 359 844  | 13 265               | 24 724        | -11 459              | 9,8                  | 18,3                  | -8,5              | 1,37                |
| 2005  | 1 345 262  | 12 904               | 24 942        | -12 038              | 9,6                  | 18,6                  | -9,0              | 1,39                |
| 2006  | 1 330 049  | 13 654               | 24 200        | -10 546              | 10,3                 | 18,3                  | -8,0              | 1,41                |
| 2007  | 1 317 143  | 14 252               | 24 201        | -9 949               | 10,9                 | 17,5                  | -7,6              | 1,48                |
| 2008  | 1 305 450  | 14 641               | 23 760        | -9 119               | 11,3                 | 18,3                  | -7,0              | 1,54                |
| 2009  | 1 294 225  | 15 108               | 21 971        | -6 863               | 11,7                 | 17,0                  | -5,3              | 1,60                |
| 2010  | 1 285 849  | 14 678               | 21 227        | -6 549               | 11,4                 | 16,6                  | -5,2              | 1,61                |
| 2011  | 1 279 008  | 15 154               | 20 417        | -5 263               | 11,9                 | 16,0                  | -4,1              | 1,65                |
| 2012  | 1 273 199  | 15 486               | 20 685        | -5 199               | 12,2                 | 16,3                  | -4,1              | 1,71                |
| 2013  | 1 268 903  | 15 001               | 20 859        | -5 858               | 11,9                 | 16,5                  | -4,6              | 1,68                |
| 2014  | 1 262 512  | 15 115               | 21 185        | -6 070               | 12,0                 | 16,8                  | -4,8              | 1,72                |
| 2015  | 1 255 966  | 13 725               | 20 862        | -7 137               | 11,0                 | 16,7                  | -5,7              | 1,60                |
| 2016  | 1 247 549  | 12 982               | 20 108        | -7 126               | 10,5                 | 16,1                  | -5,6              | 1,54                |
| 2017  | 1 240 482  | 11 645               | 20 000        | -8 355               | 9,5                  | 16,1                  | -6,6              | 1,42                |
| 2018  | 1 231 239  | 10 612               | 20 227        | -9 615               | 8,7                  | 16,5                  | -7,8              | 1,32                |

### Structure par âge
0-14 ans: 16.7%  (hommes 104 506/femmes 98 820)
15-64 ans: 66.9%  (hommes 398 829/femmes 418 156)
65 ans et plus: 16.4%  (hommes 64 761/femmes 135 890) (2019 officiel)

### Âge médian
total: 40.3 ans 
homme: 36.8 ans 
femme: 43.7 ans  (2019 officiel)

## Lieux d'intérêt

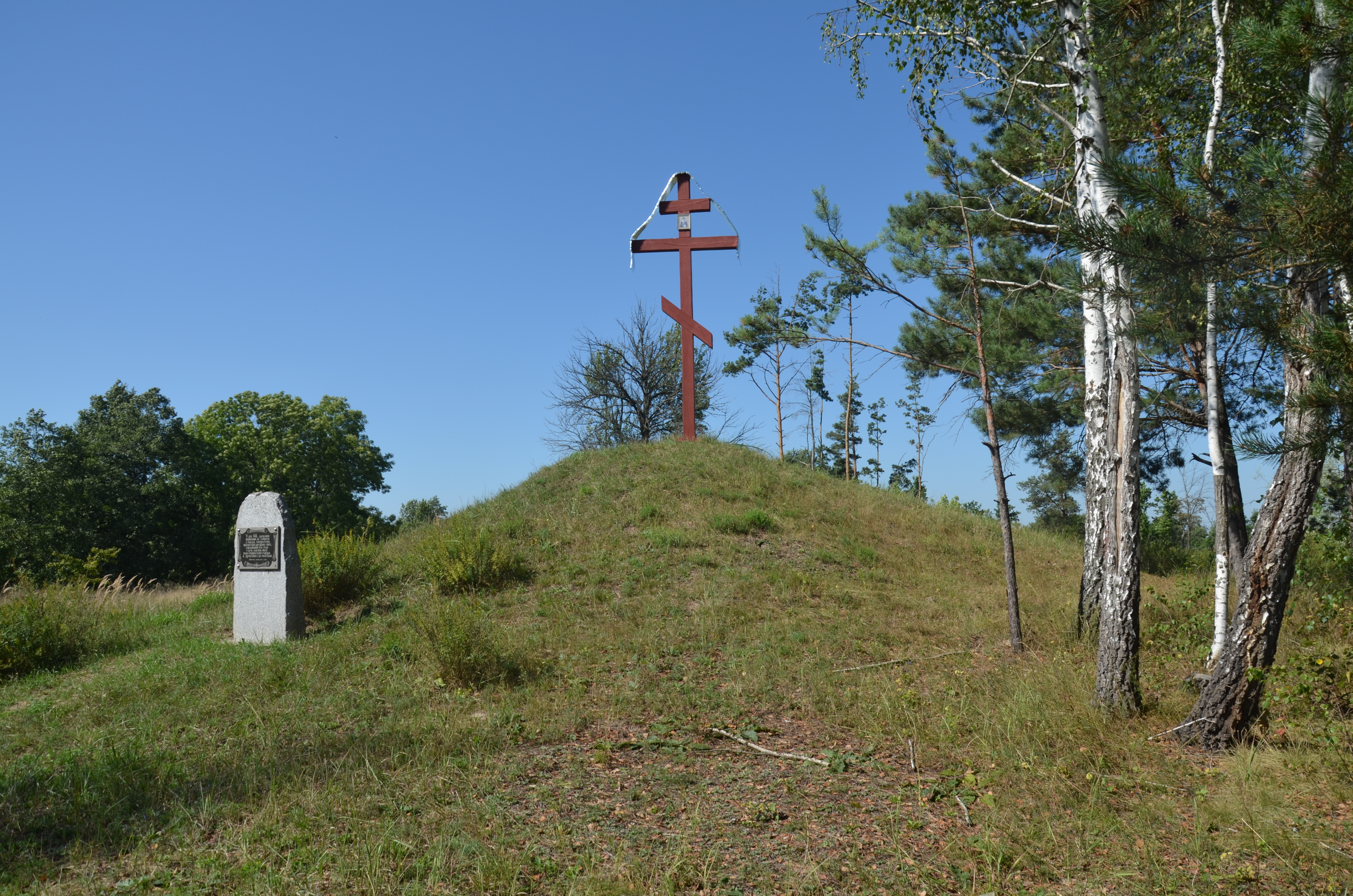
Kourgan classé
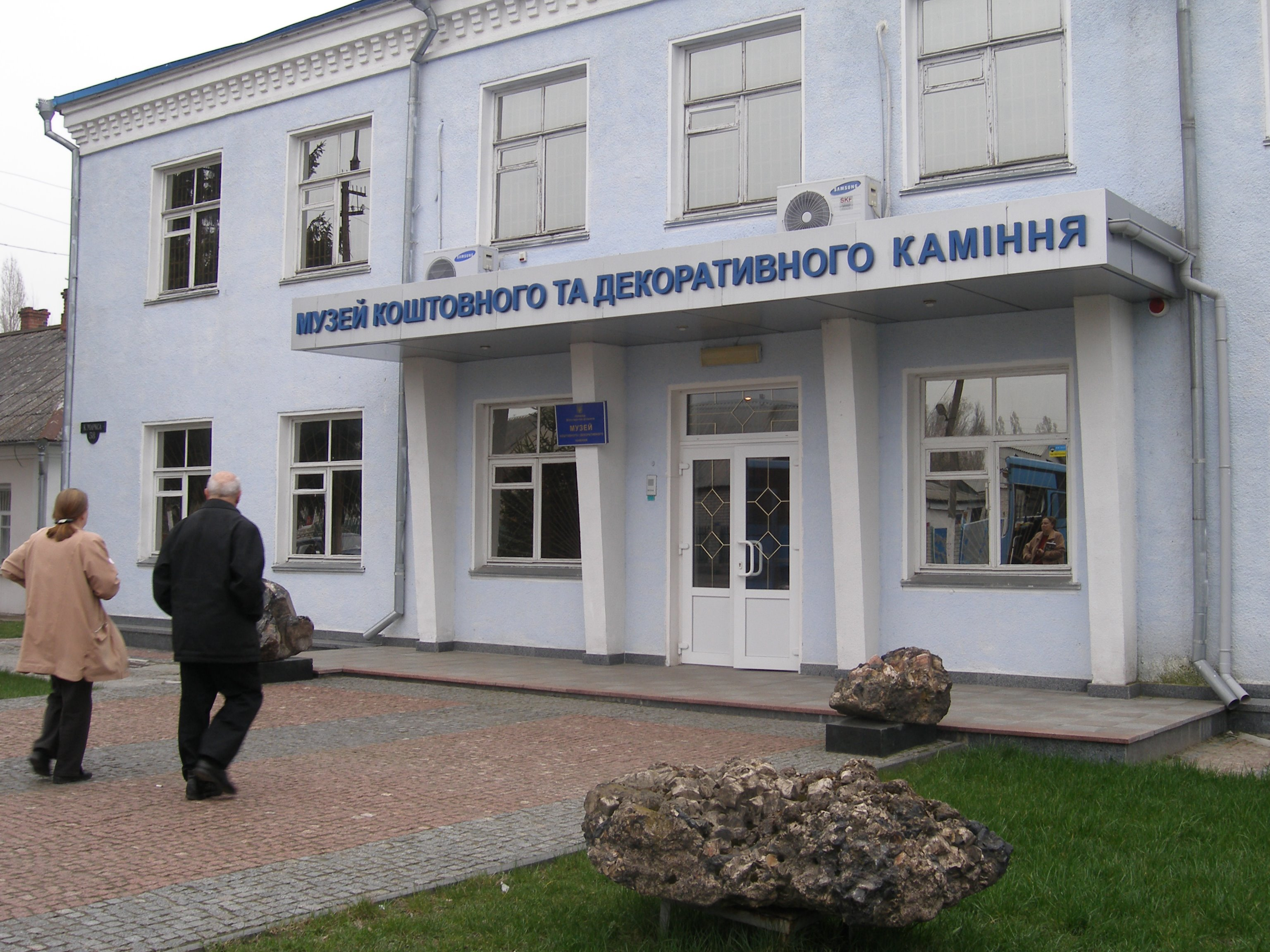
musée minéralogique,
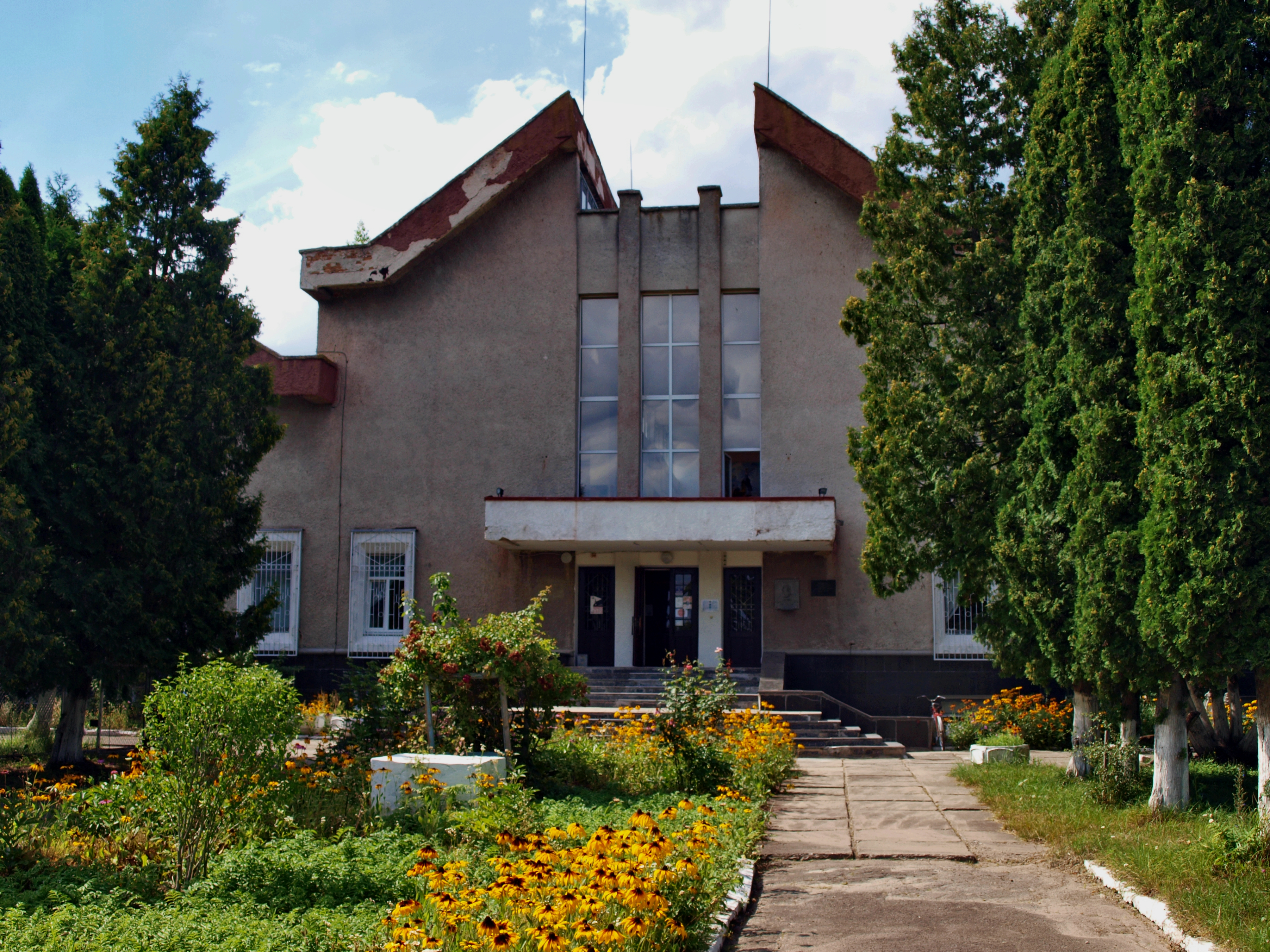
musée d'art à Kmutiv.

L'observatoire astronomique d'Androuchivka.